# Pilkhuwa
Pilkhuwa é uma cidade  no distrito de Ghaziabad, no estado indiano de Uttar Pradesh.

## Demografia
Segundo o censo de 2001, Pilkhuwa tinha uma população de 67,191 habitantes. Os indivíduos do sexo masculino constituem 53% da população e os do sexo feminino 47%. Pilkhuwa tem uma taxa de literacia de 62%, superior à média nacional de 59.5%: a literacia no sexo masculino é de 71% e no sexo feminino é de 52%. Em Pilkhuwa, 17% da população está abaixo dos 6 anos de idade.